# Tavon
Tavon (Taón in noneso) è una frazione del comune di Predaia in provincia autonoma di Trento.

## Storia
Tavon è stato comune autonomo fino al 1929, anno in cui venne aggregato a Coredo.

## Monumenti e luoghi d'interesse

### Architetture religiose
- Chiesa di San Sisto II[5][6]